# 景瓊
景瓊（?—?），甘州回鹘可汗。可汗仁裕的儿子。因为唐朝三次以公主下嫁回鹘，回鹘世称中朝为舅，中朝赐诏称之为外甥。五代之后沿袭下来。建隆二年（961年），景琼遣使向宋太祖朝献。三年（962年），阿都督等四十二人以方物来贡北宋。乾德二年（964年），景琼遣使向北宋进贡玉百团、琥珀四十斤，嫠牛尾、貂鼠等。乾德三年（965年），景琼遣使赵党誓等四十七人以团玉、琥珀、红白嫠牛尾来进贡宋朝。开宝年间，甘州回鹘多次遣使进贡方物，其宰相鞠仙越亦贡马。太平兴国二年（977年）冬，宋太宗遣殿直张璨诏谕景瓊（甘、沙州回鹘可汗外甥），赐以器币，招致名马美玉，以备车骑琮璜之用。